# Triaeris equestris
Triaeris equestris là một loài nhện trong họ Oonopidae.
Loài này thuộc chi Triaeris. Triaeris equestris được Eugène Simon miêu tả năm 1907.